# فلورید روی
فلورید روی (به انگلیسی: Zinc fluoride) با فرمول شیمیایی ZnF۲ یک ترکیب شیمیایی با شناسه پاب‌کم ۲۴۵۵۱ است. که جرم مولی آن ۱۰۳٫۴۰۶ g/mol می‌باشد. شکل ظاهری این ترکیب، پودر بلورین سفید است.